# Milchsäurebakterien
Die Milchsäurebakterien oder Lactobacillales (Laktobakterien) bilden eine Ordnung von grampositiven, obligat anaeroben, aber meist aerotoleranten Bakterien oder fakultativ anaeroben Bakterien, die Kohlenhydrate zu Milchsäure abbauen (Milchsäuregärung).
Milchsäurebakterien kommen bei Menschen und Tieren vor. Sie besiedeln den Verdauungstrakt. Auch in der Milch sind sie zu finden. Bei großer Anzahl führt ihre Milchsäureproduktion zur Verdickung der Milch, die Grundlage für die Herstellung von Joghurt, Käse und weiteren Milcherzeugnissen. Neben den industriell genutzten Milchsäurebakterien gibt es in dieser Ordnung auch Krankheitserreger, z. B. einige Streptococcus-Arten (Streptokokken).

## Merkmale
Morphologisch ähneln sich Milchsäurebakterien kaum. Es gibt Vertreter mit kokkenförmigen Zellen (in zahlreichen Gattungen von Aerococcus bis Vagococcus) genauso wie Vertreter, deren Zellen stäbchenförmig erscheinen, mit unterschiedlicher Länge. Zu den Gattungen, deren Zellen typischerweise stäbchenförmig sind, zählen u. a. Lactobacillus und Carnobacterium. Darüber hinaus gibt es eher ovale bzw. ovoide („eiförmige“) Zellformen, die typisch für Leuconostoc und Oenococcus sind. Bei der Gattung Weissella treten sowohl ovoide wie stäbchenförmige Zellen auf.
Alle Milchsäurebakterien gehören zu den grampositiven Bakterien und können keine Endosporen bilden. Als Vertreter der Firmicutes gehören sie zu den Bakterien mit niedrigem GC-Gehalt, also einem niedrigen Anteil an Guanin und Cytosin in der Bakterien-DNA. Der GC-Gehalt vieler Gattungen liegt im Bereich von 34 bis 46 Molprozent, für Vertreter der Gattung Lactobacillus wurden jedoch auch Werte über 50 Molprozent ermittelt.

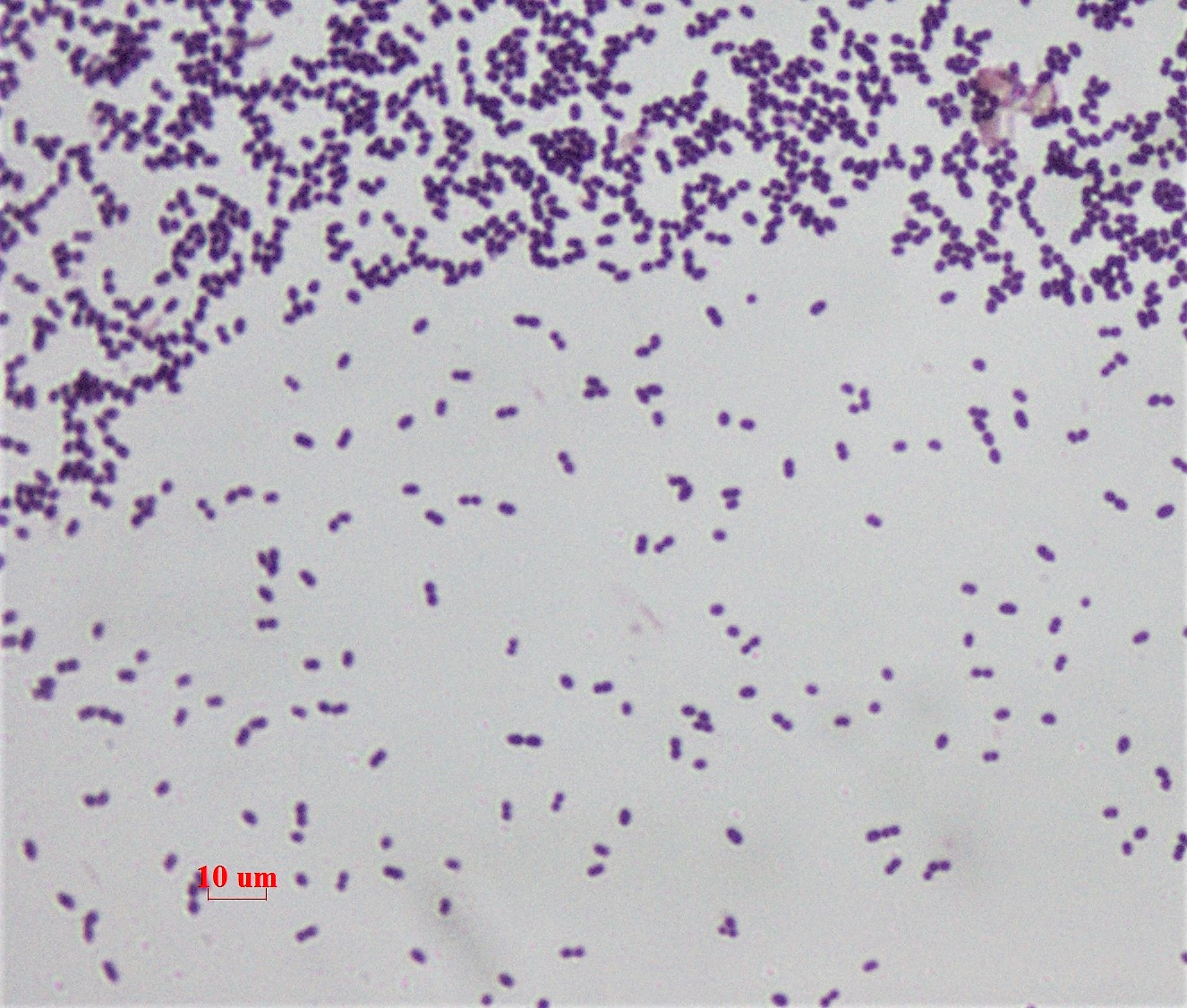
Lichtmikroskopisches Bild von Enterococcus faecalis, zu erkennen sind einzeln oder paarweise vorliegende Kokken.

Anhand ihrer physiologischen Merkmale können sie einheitlich beschrieben werden. Ihr Stoff- und Energiewechsel ist chemo-heterotroph. Sie sind zur Energiegewinnung auf Kohlenhydrate angewiesen, die sie in einer Gärung verwerten. Kennzeichen dieses fermentativen Stoffwechsels ist, dass die Substrate ohne Sauerstoff abgebaut werden. Das für Milchsäurebakterien typische Produkt bei der Fermentation ist die Milchsäure, folglich wird dieser Stoffwechselweg als Milchsäuregärung bezeichnet. Nach den Produkten, die bei der Milchsäuregärung entstehen, kann man wie folgt unterscheiden:
- Homofermentative Arten produzieren als Endprodukt beinahe ausschließlich (> 90 %) Milchsäure bzw. Lactat, das Anion der Milchsäure. Dieser Stoffwechselweg wird daher als homofermentative Milchsäuregärung bezeichnet. Hierzu zählen Vertreter der Gattungen Enterococcus, Lactococcus, Pediococcus und Streptococcus.[3]
- Heterofermentative Arten erzeugen neben Milchsäure zu einem bedeutenden Teil auch andere Endprodukte, meist Ethanol und Kohlenstoffdioxid, manchmal auch Essigsäure. Den Heterofermentativen fehlt in der Regel das Enzym Aldolase. Ihr Stoffwechselweg wird als heterofermentative Milchsäuregärung bezeichnet. Hierzu zählen Vertreter der Gattungen Carnobacterium, Leuconostoc und Weissella.[3]

Die Vertreter der Gattung Lactobacillus bilden diesbezüglich keine einheitliche Gruppe.
Von anderen ebenfalls Milchsäure produzierenden Bakterien unterscheiden sich die Milchsäurebakterien dadurch, dass sie hinsichtlich des Stoffwechsels einzig zur Gärung in der Lage sind, welche sie auch bei Anwesenheit von Sauerstoff ausführen. Sie können sich in Anwesenheit und Abwesenheit von Sauerstoff vermehren, der Stoffwechsel wird somit als fakultativ anaerob bezeichnet. Durch ihre Spezialisierung auf das Wachstum in Milch und ähnlich nährstoff- und supplinreichen Umgebungen haben Milchsäurebakterien die Fähigkeit zur Biosynthese vieler lebensnotwendiger Stoffe verloren, wie zum Beispiel von Aminosäuren und die für Atmungsprozesse notwendigen Porphyrine und Cytochrome. Unter anderem bilden sie keine Katalase.

## Vorkommen und Ökologie
Bezüglich ihres Bedarfs an Nährstoffen wie Kohlenhydraten, Aminosäuren, Vitaminen und anderen Supplinen sind Milchsäurebakterien als anspruchsvoll zu charakterisieren. Außerdem bevorzugen sie Habitate mit geringer Sauerstoffsättigung.
Trotzdem sind Milchsäurebakterien beinahe ubiquitär verbreitet. Man kann sie im Darm beziehungsweise in Schleimhäuten von Säugetieren finden. Beim Menschen finden sich Milchsäurebakterien vor allem im Verdauungstrakt – inklusive Mundhöhle und Darm – sowie in der Vagina des Menschen (nach dem Entdecker als Döderlein-Bakterien bezeichnet). Bei Schweinen, Rindern, Hunden, Mäusen, Ratten, Hühnern und weiteren Tierarten wurden sie als Bestandteil der Darmflora nachgewiesen. Sogar im Magen von Honigbienen und Fröschen kommen sie vor. Weiterhin sind sie in lebenden oder sich zersetzenden Pflanzen, in Milch und allen Orten, die mit Milch in Berührung kommen, zu finden. Auch im Abwasser wurden sie gefunden. Einige Vertreter bevorzugen ein marines Habitat.
Betrachtet man die Habitate unter dem Aspekt der Lebens- oder Futtermittel, so lassen sich zahlreiche Beispiele finden, bei denen die Milchsäurebakterien an einer „erwünschten“ Fermentation beteiligt sind, wie bei Joghurt, Käse, Sauerteig, Sauerkraut, Rohwurst oder Silage. Andererseits führt ihre Anwesenheit auch zum mikrobiellen Verderb vieler Lebensmittel, beispielsweise von Bier, Wein und Cidre oder Fleisch und Fleischprodukten. Außerdem ist zu beachten, dass viele Milchsäurebakterien auch im sauren Milieu, also bei niedrigen pH-Werten, wachsen können. So können sie am Verderb von Fruchtsäften oder mit Essig konservierten Speisen beteiligt sein.
Durch ihre Milchsäuregärung wird der pH-Wert im Habitat der Milchsäurebakterien abgesenkt. Dies führt bei vielen anderen Bakterien dazu, dass sie sich dort nicht mehr vermehren können. So werden unter anderem Clostridien, Listerien oder Coliforme Bakterien im Wachstum gehemmt. Diese Auswirkung erweist sich als positiv bei der Herstellung von Lebens- oder Futtermitteln.

## Systematik

### Historische Entwicklung ab dem 20. Jahrhundert
Die Systematik der Milchsäurebakterien hat sich seit der zweiten Hälfte des 20. Jahrhunderts deutlich verändert. In den 1960er Jahren wurden die Milchsäurebakterien der Familie der Lactobacteriaceae zugerechnet. In der auf dem neu organisierten Bakteriologischen Code basierenden Approved Lists of Bacterial Names (engl. für „anerkannte Listen der Bakteriennamen“) von 1980 ist diese Familie jedoch nicht aufgeführt, dafür ist die Familie der Lactobacillaceae enthalten. Doch auch später wurde diese veraltete Systematik der Familie der Lactobacteriaceae teilweise noch verwendet. In der Approved Lists of Bacterial Names von 1980 finden sich außerdem die Lactobacilleae mit der Typusgattung Lactobacillus in der an die Botanik angelehnte Rangstufe Tribus, die in der Systematik der Bakterien keine Verwendung mehr findet. Als eigene Ordnung wurden die Milchsäurebakterien erst durch Wolfgang Ludwig etabliert, der zusammen mit Karl-Heinz Schleifer und William B. Whitman die Lactobacillales ord. nov. im Bergey’s Manual of Systematic Bacteriology (Ausgabe von 2009) beschrieb, dabei steht „ord. nov.“ für ordo novus (lateinisch für „neue Ordnung“). Durch die Veröffentlichung in der Validation List no. 132 wurde die Ordnung Lactobacillales gemäß den Regeln des Bakteriologischen Codes somit 2010 anerkannt.
Der Ordnungsname ist von der Typusgattung Lactobacillus abgeleitet, mit der typischen Endung -ales, dabei steht lactis aus dem Lateinischen für „Milch“ und verweist auf das Vorkommen der Milchsäurebakterien. Die eingedeutschte Bezeichnung Laktobazillen verweist auf Angehörige der Gattung Lactobacillus und sollte daher nicht für die Lactobacillales verwendet werden.
Die genaue Systematik der Milchsäurebakterien ist teilweise umstritten. So findet man in verschiedenen Quellen auch die Familie Oscillospiraceae, welche aber z. B. in dem wichtigen Referenzwerk der phylogenetischen Systematik der Prokaryoten, Bergey’s Manual of Systematic Bacteriology (Ausgabe von 2004) nicht geführt wird.

### Aktuelle Systematik
Zurzeit gehören sechs Familien mit insgesamt etwa 40 Gattungen zur Ordnung Lactobacillales, zu den Familien sind exemplarisch jeweils einige Gattungen genannt (Stand 2014):
- Aerococcaceae Ludwig et al. 2010
  - Aerococcus Williams et al. 1953 (Typusgattung der Familie)
  - Facklamia Collins et al. 1997
- Carnobacteriaceae Ludwig et al. 2010
  - Alkalibacterium Ntougias & Russell 2001
  - Carnobacterium Collins et al. 1987 (Typusgattung der Familie)
  - Marinilactibacillus Ishikawa et al. 2003
  - Trichococcus Scheff et al. 1984 emend. Liu et al. 2002
- Enterococcaceae Ludwig et al. 2010
  - Enterococcus (ex Thiercelin & Jouhaud 1903) Schleifer & Kilpper-Bälz 1984 (Typusgattung der Familie)
  - Vagococcus Collins et al. 1990
- Lactobacillaceae Winslow et al. 1917
  - Lactobacillus Beijerinck 1901  emend. Cai et al. 2012.  (Typusgattung der Familie und der Ordnung)
  - Pediococcus Claussen 1903
- Leuconostocaceae Schleifer 2010
  - Leuconostoc van Tieghem 1878 (Typusgattung der Familie)
  - Weissella Collins et al. 1994 emend. Padonou et al. 2010
- Streptococcaceae Deibel & Seeley 1974
  - Lactococcus Schleifer et al. 1986
  - Streptococcus Rosenbach 1884 (Typusgattung der Familie)

Zu incertae sedis wird die Gattung Acetoanaerobium gezählt.

### Wichtige Vertreter
Von Bedeutung für den Menschen sind beispielsweise folgende Arten und Unterarten:
- Enterococcus faecalis – ein harmloser Bewohner des menschlichen Darms
- Lactobacillus acidophilus – ein Bestandteil der normalen Scheidenflora
- Lactobacillus casei – Bestandteil von Probiotika
- Lactobacillus crispatus und Lactobacillus iners – die wichtigsten Bestandteile der normalen Scheidenflora
- Lactobacillus delbrueckii subsp. bulgaricus und Streptococcus salivarius subsp. thermophilus – zur Joghurt-Gewinnung eingesetzt
- Lactobacillus helveticus – zur Käse-Herstellung
- Lactobacillus sanfranciscencis und Lactobacillus plantarum – zur Sauerteig-Herstellung
- Lactococcus lactis – zur Herstellung von Frischkäse- und Sauerrahmprodukten
- Leuconostoc mesenteroides – zur Sauerkraut-Gewinnung eingesetzt
- Oenococcus oeni – wird in der Wein-Herstellung eingesetzt
- Streptococcus pyogenes – Krankheitserreger u. a. von eitriger Mandelentzündung
- Weissella viridescens – beteiligt am Verderb von Fleisch, insbesondere dessen Grünfärbung

## Bedeutung

### Bedeutung für den Menschen
Milchsäurebakterien gehören zu den wichtigsten Vertretern in der menschlichen Darmflora sowie der Vaginalflora. Einige Arten sind pathogen, können also Krankheiten verursachen, darunter mehrere Streptococcus-Spezies. Streptococcus pneumoniae ist ein Erreger, der u. a. eine Lungenentzündung verursachen kann, Streptococcus mutans und Streptococcus sobrinus sind an der Entstehung von Zahnkaries beteiligt. Milchsäurebakterien können in Hautzellen eingeschlossen werden und sie in multipotente Zellen umwandeln.
Von großer Bedeutung für den Menschen ist die industrielle Nutzung der Lactobacillales. Verschiedene Arten, Unterarten und Bakterienstämme werden zur Haltbarmachung von Lebensmitteln eingesetzt, z. B. Joghurt, Kefir, Sauermilch, Käse aber auch im Sauerkraut, im Kimchi und beim Backen z. B. im Sauerteig. Weiterhin werden sie auch zur Hautpflege und Kariesprophylaxe verwendet.
Einige Milchsäurebakterien werden als Probiotikum eingesetzt. Die Werbung schreibt dem regelmäßigen Konsum von Lactobacillus casei oder Lactobacillus acidophilus enthaltenden Produkten eine besondere Wirkung zu.

### Bedeutung in der Milch
Für die milchverarbeitende Industrie sind die Milchsäurebakterien ein Kriterium für die Qualität. An die Molkerei gelieferte Kuhmilch (Anlieferungsmilch) wird nach der Milch-Güteverordnung in EU-Güteklassen eingeteilt: Bei weniger als 100.000 Keimen/ml entspricht die Milch der Güteklasse 1, darüber der Güteklasse 2. Diese durchschnittlichen Keimzahlen werden über einen längeren Zeitraum erfasst. Seit längerem kann man von einem Durchschnitt von 20.000 Keimen/ml Milch ausgehen. Wird das Euter der Kühe zu Beginn des Melkens mit der Hand geputzt, so kann diese Milch oftmals keimärmer als die von vollautomatisiert gemolkenen Kühen sein. Unter möglichst aseptischen Bedingungen gemolkene Milch enthält weniger als 1.000 Keime/ml.
In warmer Umgebung (20 bis 30 °C) wird unbehandelte Milch nach etwa zehn Stunden mit etwa einer Million Bakterien pro Milliliter sauer. Durch die Säure wird das Milcheiweiß ausgefällt, so dass eine Verdickung der Milch eintritt, das sogenannte Dicklegen. Vorzugsmilch wird deshalb sofort nach dem Melken auf max. 6 °C abgekühlt, da dies das Bakterienwachstum hemmt.